# フェリックス・ミヒャエル・メスナー
フェリックス・ミヒャエル・メスナー（ドイツ語: Felix Michael Moesner）は、スイスの工学博士、外交官。スイス連邦工科大学チューリッヒ校と東京大学で電気工学修士およびロボット工学博士を取得した後、ポスドク研究員や民間企業勤務、駐日スイス大使館、スイスネックス（スイス科学領事館）での勤務を経て、2021年より在大阪スイス領事を務めている。
近畿地方での勤務は在大阪領事を拝命した2021年が初めてだが、駐日大使館で科学技術部長を務めていた2011年6月29日に神戸大学を訪問して学術交流や学生交流について中村千春副学長と会談したことがある。2021年7月24日、ギー・パルムラン大統領の訪日に合わせて、メスナー領事はアンドレアス・バオム大使と共に在大阪スイス領事館の新設記念式典を開催した。

## 学歴
- 1987年 - 1990年: スイス連邦工科大学チューリッヒ校 電気工学学士[2]
- 1991年 - 1993年: スイス連邦工科大学チューリッヒ校/東京大学 電気工学修士[2]
- 1993年 - 1996年: スイス連邦工科大学チューリッヒ校/東京大学 ロボット工学博士[2]
- 2015年 - 2017年: マサチューセッツ工科大学 エグゼクティブMBA[2]

## 経歴
- 1988年: エゴン・ゼンダー・インターナショナル（ドイツ語版、英語版） アシスタント[2]
- 1990年 - 1991年: 株式会社東芝 技術者[2]
- 1993年 - 1995年: 公益財団法人神奈川科学技術アカデミー（KAST） リサーチサイエンティスト[2]
- 1995年 - 1998年: スイス連邦工科大学チューリッヒ校 ロボット工学・ナノテクノロジー研究所（英語版） ポスドク研究員兼助手[2]
- 1998年 - 2001年: シンパルス・マネージメント・コンサルティング 上級コンサルタント[2]
- 2002年 - 2003年: クレディ・スイス生命保険株式会社 IT部長[2]
- 2003年 - 2012年: 駐日スイス大使館 科学技術部長[2]
- 2012年 - 2017年: スイスネックス（フランス語版、英語版）（スイス科学領事館）ボストン・ニューヨーク 領事兼CEO[2]
- 2017年 - 2021年: スイスネックス（スイス科学領事館）中国 領事兼CEO[2]
- 2021年 - （現職）: 在大阪スイス領事[2]